# Телодерма жахлива
Телодерма жахлива (Theloderma horridum) — вид земноводних з роду Theloderma родини Веслоногі. Біологія ще не достатньо вивчена.

## Опис
Загальна довжина досягає 3—5 см. Спостерігається статевий диморфізм: самиці більші за самців. Голова широка, морда витягнута. Шкіра шорстка, вкрита численними пухирцями і бородавками різного розміру. Перетинка на передніх лапах доходить приблизно до середини пальців, а на задніх майже до самих присосок. Присоски на кінцях пальців пальців дуже широкі, пласкі (на внутрішньому пальці присоска помітно менше, ніж на решті). Основний тон спини темно-коричневий з великими чорними плямами з боків. Спинна сторона присосок яскраво-помаранчева. На сірувато-блакитному тлі черева є чорний мармуровий малюнок.

## Спосіб життя
Полюбляє дощові тропічні ліси. Зустрічається на висоті 100–800 м над рівнем моря. Веде деревний спосіб життя. Живиться комахами.
Розмноження проходить на деревах, пуголовки розвиваються в невеликих тимчасових водоймах в розетках епіфітів і тріщинах у корі.

## Розповсюдження
Мешкає в Малайзії, Сингапурі й Таїланді (Малаккській півострів), а також на о. Суматра (Індонезія).